# Homo Ludens
Homo Ludens: o jogo como elemento da cultura (em holandês: Homo ludens. Proeve eener bepaling van het spel-element der cultuur) é um livro escrito pelo historiador holandês Johan Huizinga, publicado originalmente em 1938.

## Apresentação
Tomando o jogo como um fenômeno cultural, o livro se estrutura sob uma extensa perspectiva histórica, recorrendo inclusive a estudos etimológico e etnográficos de sociedades distantes temporal e culturalmente.
Reconhece o jogo como algo inato ao homem e mesmo aos animais, considerando-o uma categoria absolutamente primária da vida, logo anterior a cultura, tendo esta evoluído no jogo.
A existência do jogo é inegável. É possível negar, se  quiser, quase todas as abstrações: a justiça, a beleza, o bem, Deus. É possível negar-se a seridade, mas não o jogo.— Huizinga
Huizinga define a noção de jogo de forma ampla como:

O jogo é uma atividade ou ocupação voluntária, exercida dentro de certos e determinados limites de tempo e de espaço, segundo regras livremente consentidas, mas absolutamente obrigatórias, dotado de um fim em si mesmo, acompanhado de um sentimento de tensão e de alegria e de uma consciência de ser diferente da 'vida cotidiana'.— Huizinga
O jogo não é colocado como um passo primeiro a determinada função cultural como uma simples transformação do jogo para a cultura, mas reconhece-se a cultura como possuidora de um caráter lúdico e que, sobretudo em suas fases mais primitivas, se processou segundo as formas e no ambiente do jogo.
Analisa o jogo como uma função significante, valorizando sobretudo o caráter de competição (os elementos agonísticos e antitéticos do jogo). A linguagem, o mito e o sagrado, são marcados desde o início pelo jogo, que foi deixado de segundo plano com o passar do tempo, mas que ainda está presente na essência das principais atividades da sociedade.
Huizinga não se alonga quanto à presença do jogo em seu próprio tempo, mas com certo pessimismo, demonstra a perda do espírito lúdico logo com o surgimento do realismo e com a revolução industrial. Os esportes por exemplo que se valorizaram na época, são, enquanto presentes numa esfera profissional, criticados pela ausência da espontaneidade.